# Muzeul Sitului Arheologic Cucuteni
Muzeul Sitului Arheologic Cucuteni este un muzeu național de arheologie din Cucuteni, județul Iași. 

## Organizarea muzeului
Construcție in situ, de protecție a unui mormânt princiar din secolele IV - III a.Chr., adăpostește și elemente de istorie locală, precum și vitrine cu piese de arheologie originale datând din perioada culturii cucuteniene. 
Situată în marginea de nord a satului Cucuteni, pe dealul Gosan, în punctul „La pietrărie”, necropola tumulară daco-getică este datată în secolul al IV-lea a.Chr. și prezintă opt tumuli (movile funerare). Trei dintre acestea au fost cercetate sistematic de către arheologi, cea mai mare dintre ele (movila nr. 2, cu înălțimea de 3,30 m și diametrul de 35 m) fiind protejată de o construcție specială ridicată în 1984, cu prilejul centenarului descoperirii culturii Cucuteni. Movila adăpostește un fel de incintă de piatră, în formă rotunjită, prevăzută în partea de SE cu o cale de acces. În cuprinsul incintei s-au descoperit patru morminte de incinerație, unul principal pentru care s-a ridicat movila și trei secundare. Modul de construcție al edificiului (fără stâlpi de susținere) ce adăpostește movila permite o vedere generală asupra tumulului secționat.

## Imagini

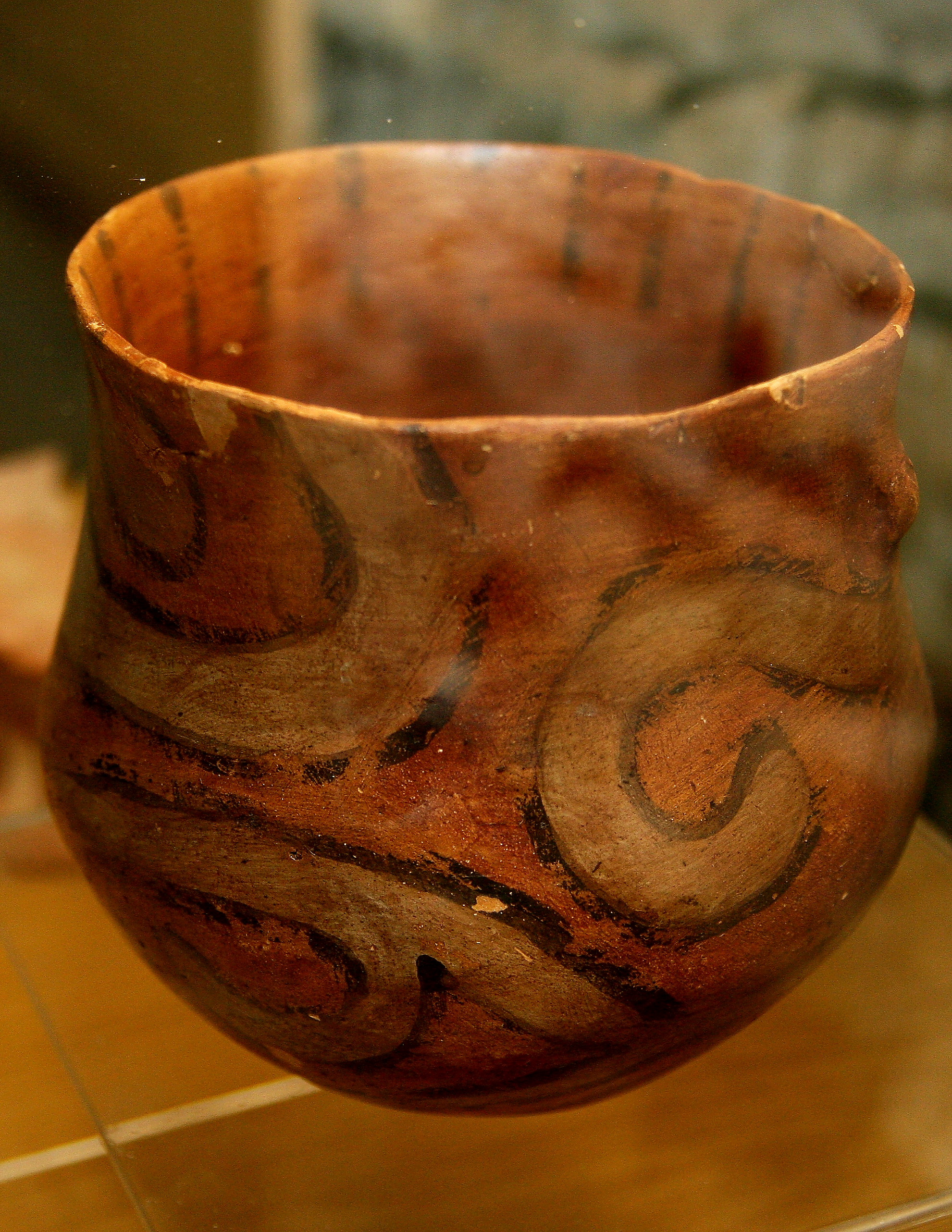
Vas (cultura Cucuteni)
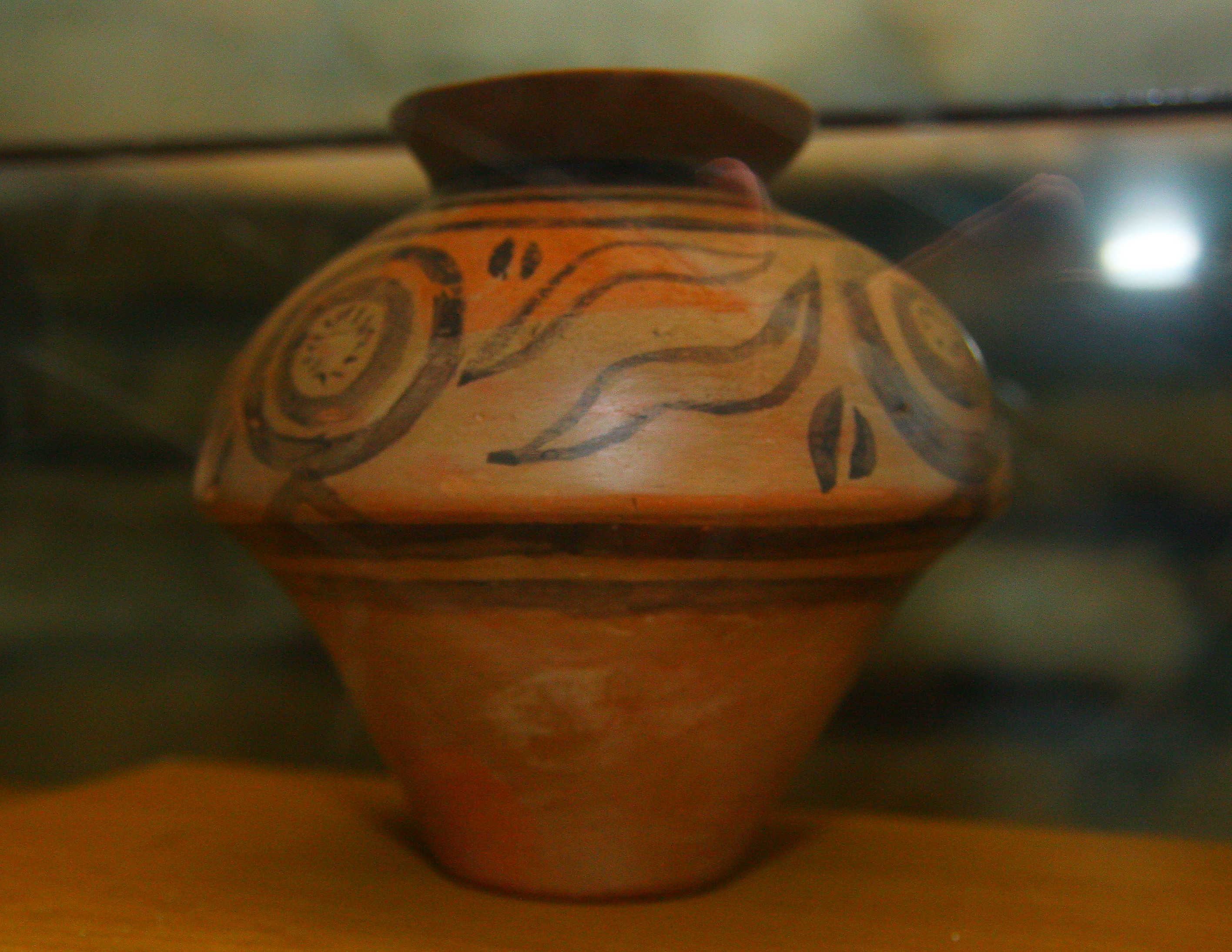
Vas (cultura Cucuteni)
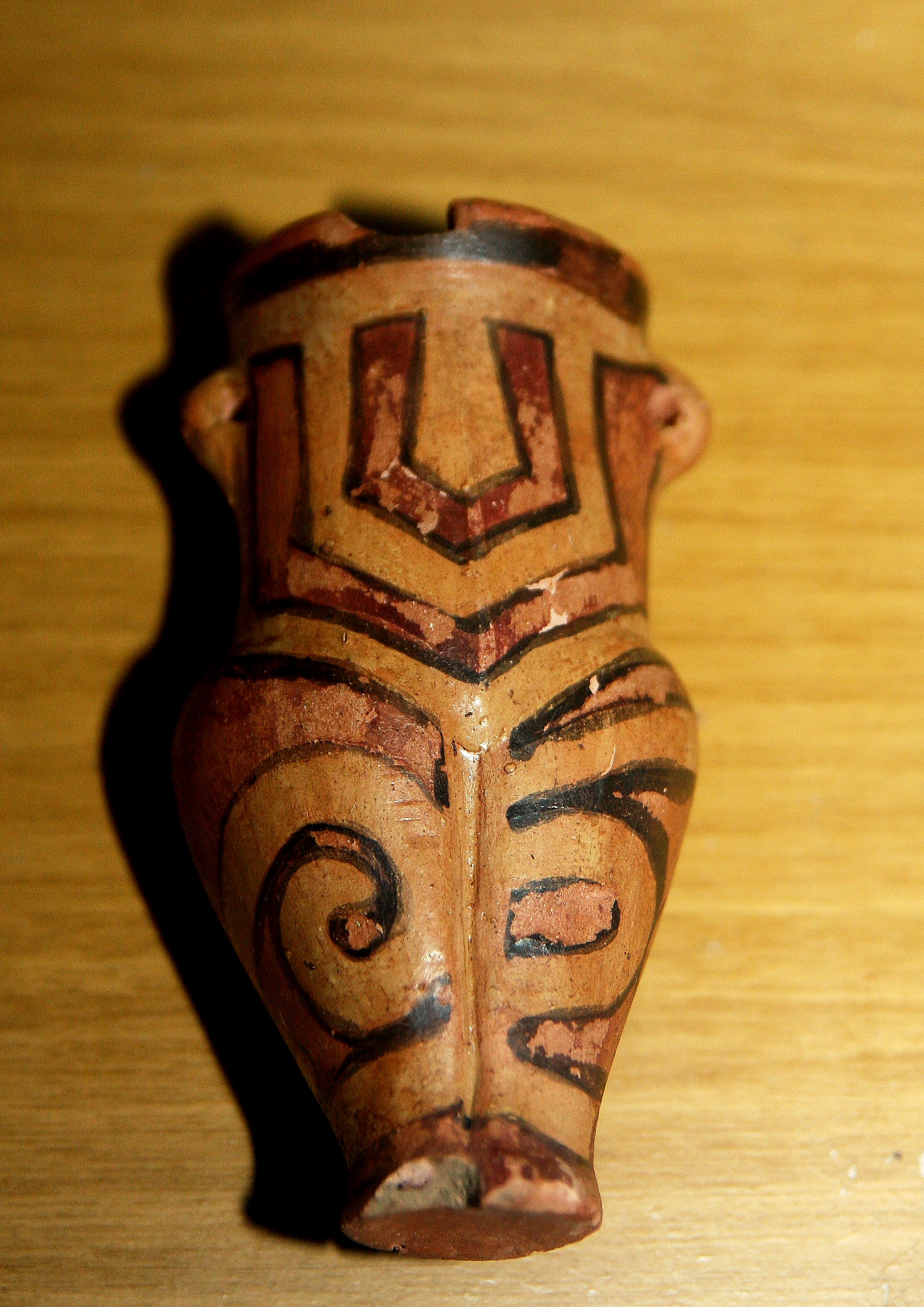
Vas antopomorf
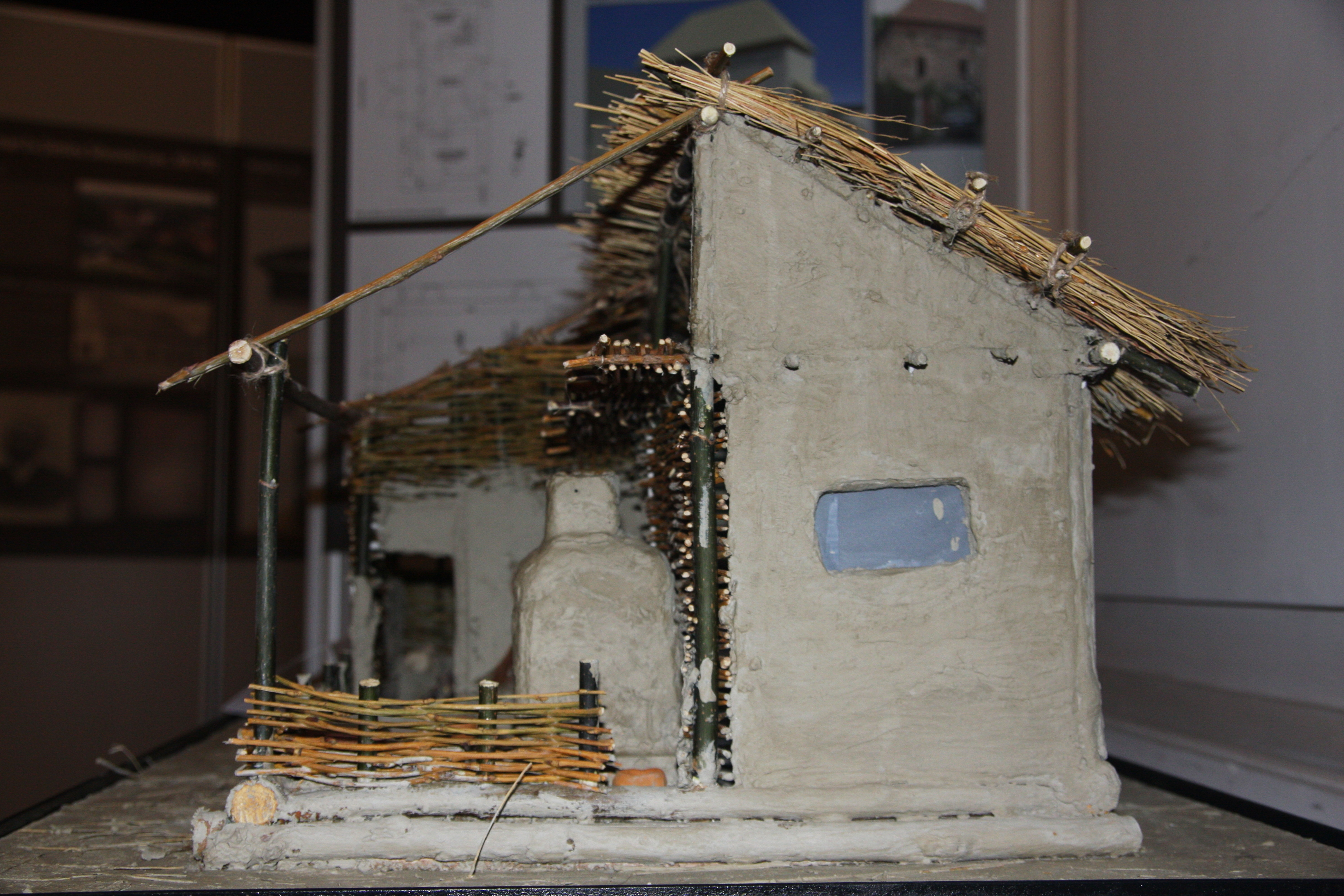
Reconstituire a unei locuințe
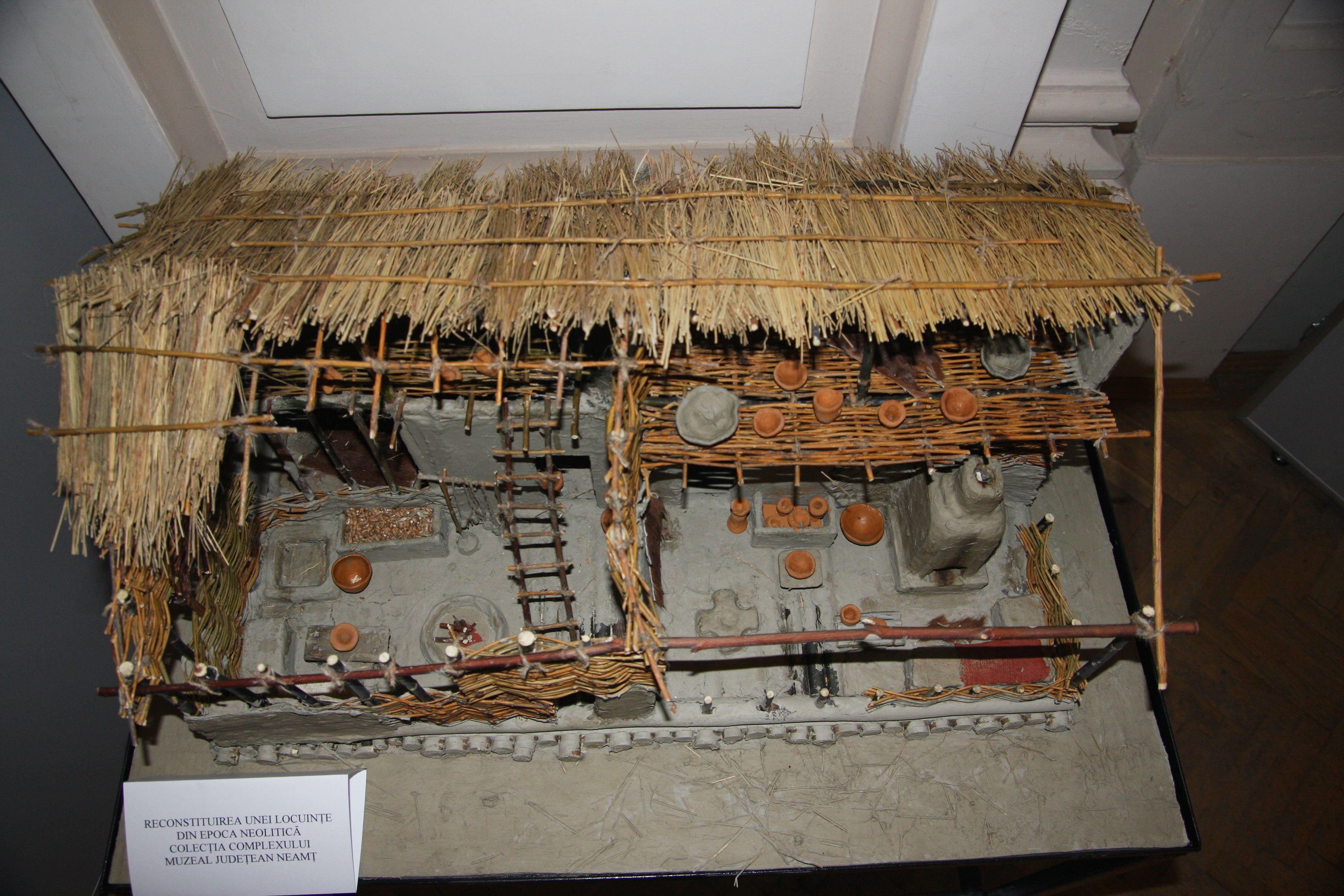
Reconstituire a unei locuințe